# اکوپث
اکوپَث با اکوسیم (به انگلیسی: Ecopath with Ecosim (EE)) یک مجموعه نرم‌افزاری آزاد و متن‌باز برای مدل‌سازی بوم‌سازگان است که ابتدا توسط جفری پولوینا در اداره ملی اقیانوسی و جوی آغاز شد، اما پس از آن زمان در ابتدا در مرکز پیشین شیلات UBC در دانشگاه بریتیش کلمبیا گسترش یافته است. در سال ۲۰۰۷، به عنوان یکی از ده پیشرفت علمی بزرگ در تاریخ ۲۰۰ ساله NOAA نام‌گذاری شد. استناد NOAA بیان می‌کند که اکوپث (Ecopath) «انقلابی در توانایی دانشمندان در سراسر جهان برای درک بوم‌سازگان‌های دریایی پیچیده ایجاد کرد». در پشت این کار، بیش از سه دهه کار در حال رشد در ارتباط با شبکه‌ای پُررونق از دانشمندان شیلات مانند ویلی کریستنسن، کارل والترز و دانیل پالی و مهندسان نرم‌افزاری در سراسر جهان نهفته است. اکوپث EwE از طریق پروژه‌ها، مشارکت‌های کاربر، پشتیبانی کاربر، دوره‌های آموزشی و همکاری‌های توسعه مشترک تأمین می‌شود. در نوامبر ۲۰۲۱، بیش از ۸۰۰۰ کاربر در سراسر دانشگاه‌ها، سازمان‌های غیردولتی، صنعت و دولت در بیش از ۱۵۰ کشور وجود داشت.

## توانایی‌ها
بسته نرم‌افزاری Ecopath را می‌توان برای موارد زیر استفاده کرد:
- پاسخگویی به پرسش‌های زیست‌محیطی[۲][۳]
- ارزیابی اثرات اکوسیستم ماهیگیری[۴]
- بررسی گزینه‌های سیاست مدیریت[۵]
- تجزیه و تحلیل تأثیر و قرارگیری مناطق حفاظت‌شده دریایی[۶]
- پیش‌بینی حرکت و تجمع آلاینده‌ها و ردیاب‌ها (Ecotracer)[۷][۸]
- اثر مدل تغییرهای محیطی،[۹][۱۰]
- تسهیل ساخت مدل اکوسیستم سرتاسری[۱۱]